# Danubius Hotels
Die Danubius Hotels Group ist ein ungarisches Unternehmen mit Sitz in Budapest. Zur Unternehmensgruppe gehören 46 Kur-, Wellness- und Stadthotels in Ungarn, Großbritannien, Tschechien, Slowakei und Rumänien mit 7780 Zimmern. Die Danubius Hotels beschäftigen 4313 Mitarbeiter.

## Geschichte
Danubius Hotels wurde im April 1972 vom damaligen Innenhandelsministerium gegründet, um den ungarischen Kurtourismus zu gestalten und zu entwickeln. Das staatliche Unternehmen begann seine Tätigkeit mit dem Grand Hotel Margitsziget und mit dem Hotel Helikon in Keszthely sowie mit der Baugenehmigung von Hilton Budapest. Am 31. Juli 1991 wurde die Unternehmensgruppe privatisiert und in eine Aktiengesellschaft umgewandelt und im Dezember 1992 die Aktien an der Budapester Wertpapierbörse eingeführt. 1996 hat sich das Unternehmen bei der Immobilien-Vermittlungsservice für 85 % Eigentumsanteil der Hungária Szálloda Rt. (HungarHotels) erfolgreich beworben, dessen Anteil 2004 auf 100 % erhöht wurde.
Im November 1999 begann die Expansion in das europäische Ausland mit dem Kauf des Unternehmens Hotel Villa Butterfly (Marienbad, Tschechien), und ein Jahr später mit dem Anteilskauf von 65 % an der Léčebné Lázně a.s. (Marienbad, Tschechien). Dadurch gingen 31 Immobilien, 4 Kurorte und 40 Thermalquellen in das Eigentum von Danubius über. Mit dem Kauf von einem Firmenanteil von 67 % der Slovenske Liecebne Kupele a.s. expandierte Danubius 2002 in die Slowakei. Im Sommer 2004 wurde Danubius Miteigentümer von LL Partners, zu der bekannte Restaurants und Hotels gehören. Diese Anteile wurden bis heute auf zwei Drittel der Gesamtanteile erhöht.
Aktuell (Stand Jan. 2012) wird der Wert der Danubius Hotels auf 312 Mio. Euro geschätzt.

## Brands der Danubius Hotelgruppe

### Danubius Health Spa Resorts – Kurhotel und Wellnesshotel
Danubius Health Spa Resorts Kur- und Wellnesshotels befinden sich in Ungarn, Tschechien, Slowakei und Rumänien. Zu diesem Brand gehören vor allem 4-Sterne Kurhotels und Wellnesshotels. Dienstleistungen: Bademöglichkeit, Kur- und Wellnessbehandlungen, Schönheitspflege, Fitness. Zur Behandlungen werden Naturschätze verwendet (Schlamm, Heilwasser).
- Danubius Health Spa Resort Margitsziget (Budapest)
- Danubius Health Spa Resort Helia (Budapest)
- Danubius Health Spa Resort Hévíz (Hévíz)
- Danubius Health Spa Resort Aqua (Hévíz)
- Danubius Health Spa Resort Bük (Bükfürdő)
- Danubius Health Spa Resort Sárvár (Sárvár)
- Danubius Health Spa Resort Nové & Centrální Lázné (Marienbad)
- Danubius Health Spa Resort Hvězda-Skalnik (Marienbad)
- Danubius Health Spa Resort Grandhotel Pacifik (Marienbad)
- Danubius Health Spa Resort Thermia Palace (Piestany)

### Danubius Hotels
Zum Danubius Hotels Brand gehören 4-Sterne Stadthotels, die sich in Budapest und London befinden.
- Danubius Hotel Gellért (Budapest)
- Danubius Grand Hotel Margitsziget (Budapest, Margareteninsel)
- Danubius Hotel Astoria (Budapest)
- Danubius Hotel Flamenco (Budapest, geschlossen, heute Sitz des Mathias Corvinus Collegium)
- Danubius Hotel Regents Park (London)
- Danubius Hotel Villa Butterfly (Mariánské Lázně)

### Classic Collection
Classic Collection bezeichnet die klassischen, traditionsreichen Danubius Health Spa Resorts, und die zum Danubius Hotels Brand gehörenden Hotels, die sich im Inland, sowie auch im Ausland eines guten Rufes erfreuen. Die Hotels sind historische Gebäuden, deren anspruchsvolle Innenausstattung und Eleganz uns an die Atmosphäre der letzten Jahrhunderte erinnern.
- Danubius Hotel Gellért (Budapest)
- Danubius Grand Hotel Margitsziget (Budapest)
- Danubius Hotel Astoria (Budapest)
- Danubius Health Spa Resort Nové Lázné (Marianské Lázné)
- Danubius Health Spa Resort Hvězda-Skalnik (Marienské Lázné)
- Danubius Health Spa Resort Grandhotel Pacifik (Marienské Lázné)
- Danubius Health Spa Resort Thermia Palace (Piestany)

### Mitglieder der Danubius Hotelgruppe
Die weiteren 3-, 4- und 5-Sterne Hotels der Danubius Hotelgruppe bieten an die örtlichen Gegebenheiten basierend vielfältige Angebote an. Hierzu gehören auch die in Franchise-System betriebenen Hotels in Budapest: Hilton, Radisson SAS und Best Western.
| Hilton Budapest (Budapest)             | Spa Hotel Vltava-Berounka (Marianské Lázné) |
| Radisson SAS Béke Hotel (Budapest)     | Balnea Splendid (Piestany)                  |
| Best Western Hotel Hungaria (Budapest) | Balnea Grand (Piestany)                     |
| Hotel Budapest (Budapest)              | Villa Berlin (Piestany)                     |
| Hotel Erzsébet (Budapest)              | Jalta (Piestany)                            |
| Hotel Stadion (Budapest)               | Pro Patria (Piestany)                       |
| Hotel Annabella (Balatonfüred)         | Sumava (Piestany)                           |
| Hotel Marina (Balatonfüred)            | Smaragd (Piestany)                          |
| Hotel Rába (Győr)                      | Riviera (Piestany)                          |
| Hotel Helikon (Keszthely)              | Vietoris (Smrdaky)                          |
| Hotel Palatinus (Pécs)                 | Centrál (Smrdaky)                           |
| Hotel Pátria (Pécs)                    | Morava (Smrdaky)                            |
| Hotel Lövér (Sopron)                   | Hotel Bradet (Sovata)                       |
| Spa Hotel Svoboda (Marianské Lázné)    | Hotel Faget (Sovata)                        |
| Spa Hotel Labe (Marianské Lázné)       |                                             |